# 反对俄罗斯入侵乌克兰的抗议活动
2022年2月24日俄羅斯發動對烏克蘭的全面入侵起，世界各地爆發反對俄羅斯入侵烏克蘭的抗議活動。

## 俄羅斯
在俄羅斯53個城市，超過1800名俄羅斯人因抗議俄羅斯入侵烏克蘭而被警方拘留。俄羅斯當局於2月24日發表聲明，要求不要參加「未經批准的」抗議活動。俄羅斯當局警告俄羅斯人參加反戰抗議活動會產生法律後果。60多名俄羅斯活動家和記者被捕。
俄羅斯的諾貝爾和平獎獲得者德米特里·穆拉托夫宣佈，下一版的《新報》將同時使用烏克蘭文和俄文出版。他和記者米哈伊尔·济加尔、導演弗拉基米尔·米尔佐耶夫等人簽署了一份文件，指出烏克蘭對俄羅斯不構成威脅，呼籲俄羅斯公民「對這場戰爭說不」。《生意人報》記者叶莲娜·切尔年科發佈了一封由170名記者和學者簽署的公開批評信。
已被監禁的俄羅斯反對派領袖阿列克谢·纳瓦利内譴責俄羅斯對烏克蘭的攻擊，聲稱發動戰爭的那些人是「土匪和竊賊」。
電視節目主持人克谢尼亚·索布恰克、流行歌手瓦列里·梅拉泽、電視主持人伊万·乌尔甘特譴責了這次入侵。
2月24日，人權活動家列夫·波诺马廖夫發起反對入侵烏克蘭的請願，截至當日已獲得289,000個簽名。俄羅斯反對派活動家、政治家玛丽娜·利特维诺维奇呼籲俄羅斯各城市發起反戰抗議活動。她剛一離開住所就遭到俄羅斯警察的拘留。
俄羅斯說唱歌手Oxxxymiron取消在莫斯科和聖彼得堡舉行的六場門票已售罄的音樂會。他說：「當俄羅斯導彈落入烏克蘭時，我無法招待你們。當基輔居民被迫躲在地下室和地鐵裡，人們正在面臨死亡。」
俄羅斯國家杜馬議員米哈伊尔·马特维耶夫曾就承認顿涅茨克和卢甘斯克人民共和国投下贊成票，但譴責俄羅斯入侵烏克蘭。他說：「我投票支持和平，而不是戰爭。我希望俄羅斯成為讓頓巴斯免受轟炸的盾牌，而不是轟炸基輔。」

## 俄羅斯本土以外

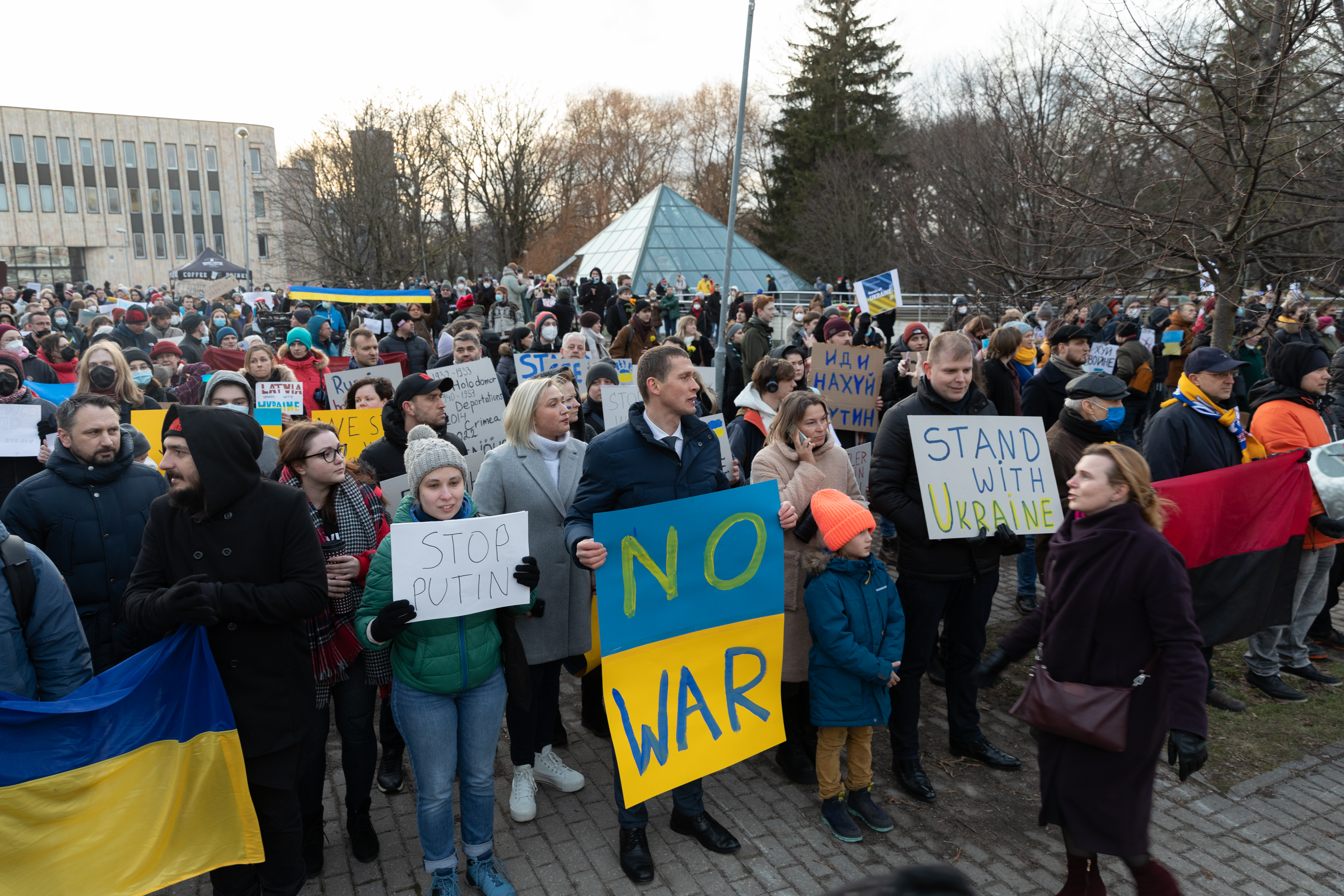
2022年2月24日，在俄羅斯駐拉脫維亞大使館外的抗議

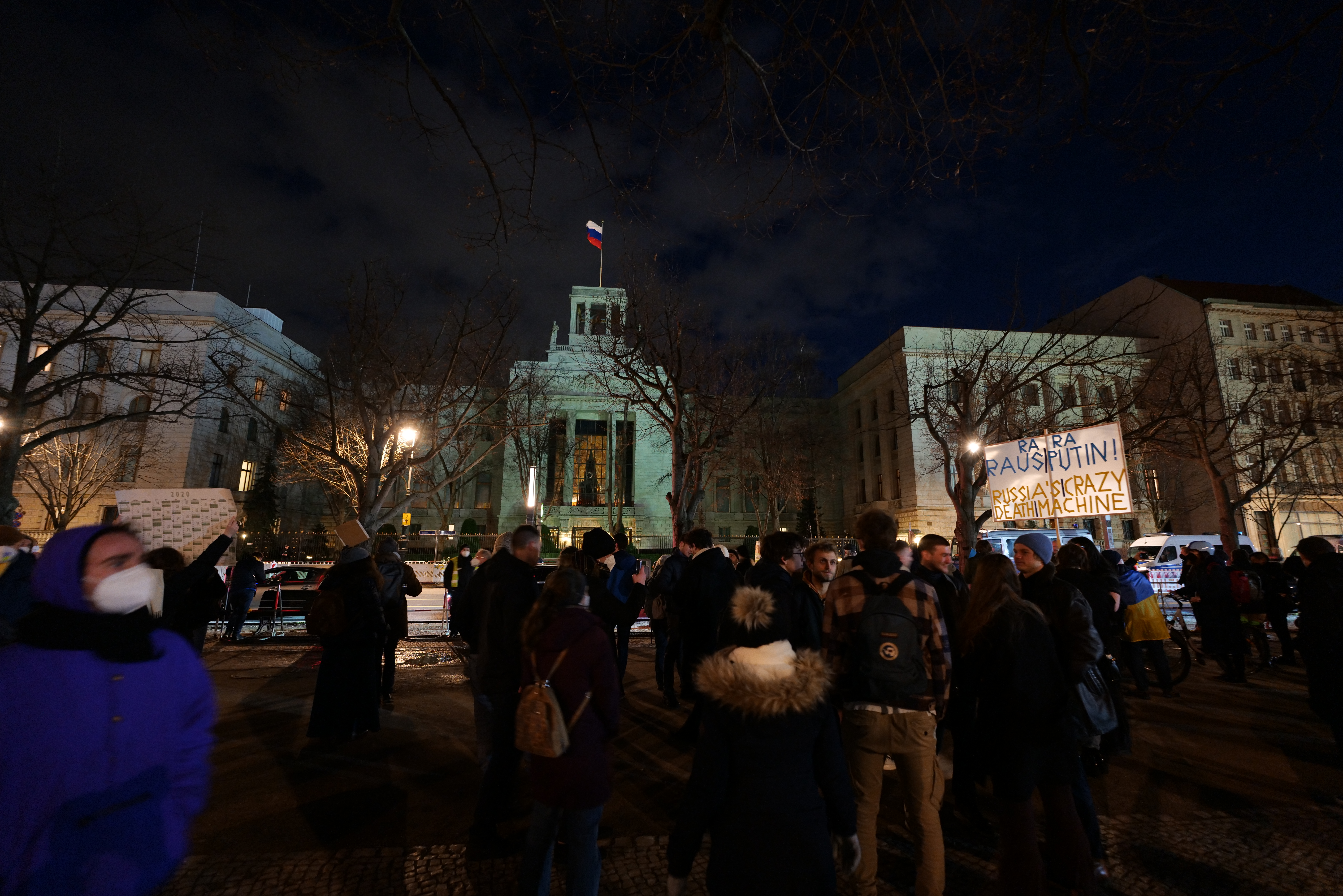
2022年2月24日晚上，在俄羅斯駐德國大使館外的抗議

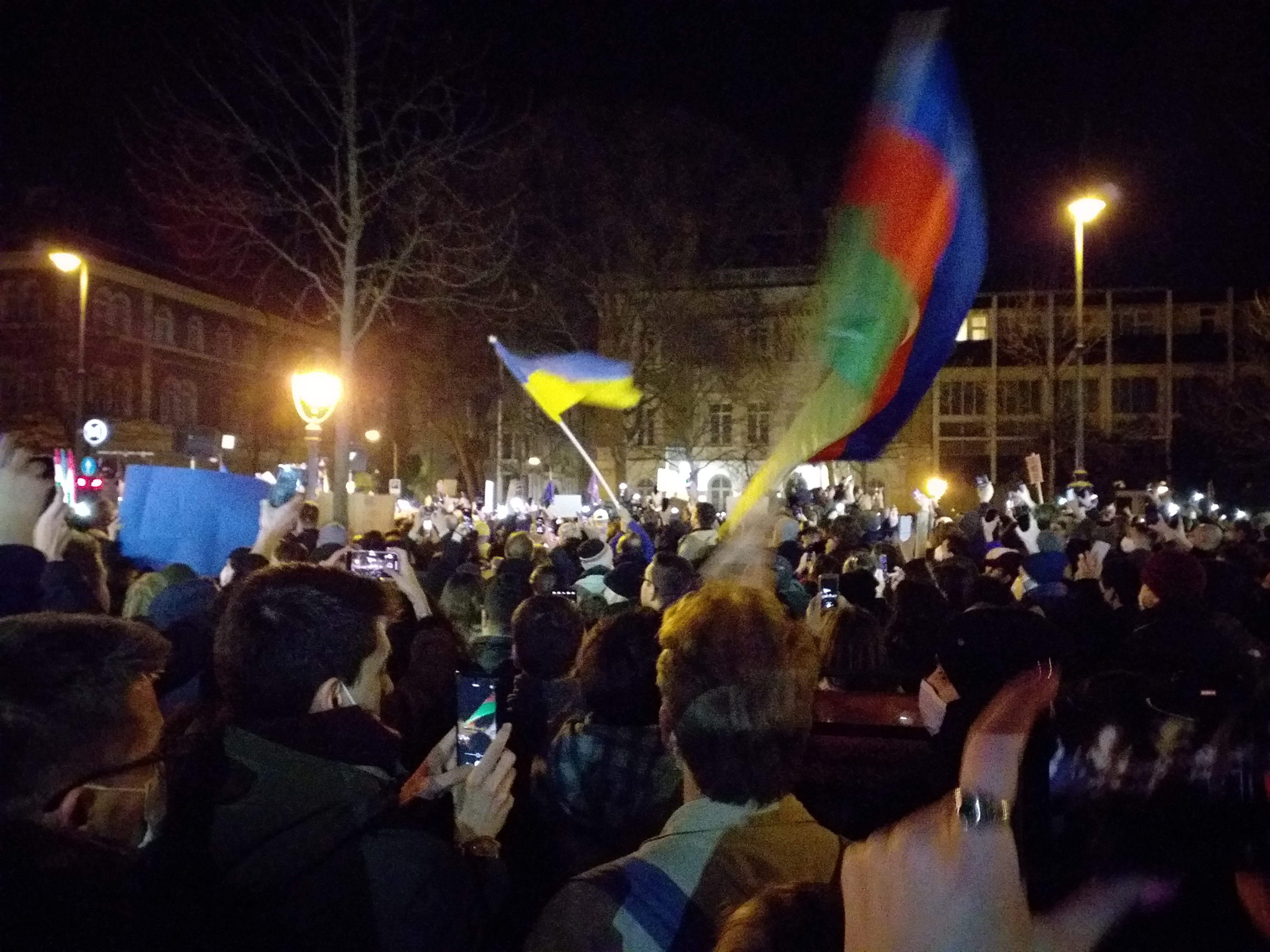
2022年2月24日晚上，在俄羅斯駐匈牙利大使館外的抗議

親烏克蘭的抗議者也在俄羅斯駐外代表機構外發起抗議，包括下述地域的機構：
- 阿根廷[17]
- 亞美尼亞[18]
- 亞塞拜然[19][20]
- 比利時[21]
- 保加利亞[22]
- 波士尼亞與赫塞哥維納[23]
- 加拿大[24][25]
- 智利[26]
- 克羅埃西亞[27]
- 捷克（英语：Embassy of Russia, Prague）[28]
- 丹麥（英语：Embassy of Russia, Copenhagen）[29]
- 愛沙尼亞[30]
- 芬蘭[31]
- 法國[32]
- 喬治亞（英语：Embassy of Russia, Tbilisi）[33]
- 希臘[34]
- 香港
- 匈牙利[35]
- 冰島[36][37]
- 愛爾蘭[38]
- 以色列[39]
- 意大利[40]
- 哈萨克斯坦[41]
- 科索沃[42]
- 吉尔吉斯斯坦[43]
- 拉脫維亞[44]
- 黎巴嫩[32]
- 斯里蘭卡[45]
- 立陶宛[46]
- 马来西亚[47][48]
- 墨西哥[49]
- 摩爾多瓦[50]
- 蒙古[51]
- 蒙特內哥羅[52][53]
- 荷蘭[54]
- 紐西蘭[55]
- 挪威（英语：Embassy of Russia, Oslo）[32]
- 波蘭[56]
- 葡萄牙[57]
- 羅馬尼亞[58][59][60]
- 塞爾維亞[61][62]
- 斯洛伐克[63]
- 韓國[64]
- 西班牙[32]
- 瑞典[65]
- 台灣（莫斯科台北經濟文化協調委員會）[66]
- 泰國[67]
- 英國[68]
- 土耳其[69]
- 美國（俄羅斯駐美國大使館及駐紐約總領事館（英语：Consulate General of Russia, New York City）等）[70]

伊斯坦堡、盧森堡市、悉尼、東京和維也納等地也爆發了抗議活動。在委內瑞拉的巴伦西亚，一群學生舉行了抗議活動。
2月25日，斯洛伐克小報新时代發表了俄羅斯總統普京經過編輯的照片，照片看起來像希特勒，封面上寫著「普特勒」（Putler）一詞。
2月25日，氣候活動家格蕾塔·通贝里在俄羅斯駐瑞典大使館外抗議。
2月26日，英格蘭足球超級聯賽第27倫比賽前，曼城球員身穿印有英文「不要戰爭」（No war）和烏克蘭國旗圖案的T恤上場。埃弗顿球員則肩披烏克蘭國旗。
德國足球甲級聯賽，在法兰克福與拜仁慕尼黑比賽之前，記分牌上出現了英文「停下，普京！」（Stop it, Putin!）字樣。拜仁球員罗伯特·莱万多夫斯基帶著印有烏克蘭國旗圖案的袖章出場。
2月26日，在韓烏克蘭人聚集於首爾市麻浦區的正教會聖尼古拉斯聖堂，為祖國祈求和平，而後走出教堂，手持烏克蘭國旗和抗議標語。翌日，約三百名在韓烏克蘭人及支持者在俄羅斯駐韓國大使館外抗議俄羅斯的入侵。
烏克蘭語維基百科與格魯吉亞語維基百科將其標誌更改為烏克蘭國旗的藍色和金色，以示對烏克蘭的聲援。
3月初，親俄國家哈薩克斯坦第一大城市阿拉木圖也出現了反俄入侵示威，抗議者表示示威「不是針對俄羅斯人民，而是針對普丁」。
3月6日，香港政黨社民連響應由反戰組織「STOP THE WAR」發起的反球反戰行動日示威，派代表到俄羅斯駐港領事館抗議，期間為俄烏戰爭中的烏克蘭死者默哀一分鐘。
3月25日，網上流傳片段，一對披烏克蘭國旗的外籍男女在3月24日於中環抗議俄羅斯入侵烏克蘭而被帶返警署。警方稱一名烏克蘭籍男子及4名烏克蘭籍女子聚集，涉違限聚被票控。而其餘2人因未能出示身分證明文件被帶返警署及票控。

## 於媒體聲明反戰者
塔季扬娜·尤马舍娃（前总统叶利钦的女儿）、玛丽亚·尤马舍娃（Мария Юмашева，前总统叶利钦的孙女）、伊麗莎白·佩斯科娃（Елизавета Пескова，總統新聞秘書佩斯科夫之女）、索菲亞·阿布拉莫维奇（София Абрамович，億萬富豪罗曼·阿布拉莫维奇之女）公開表示反對戰爭。
以下人士譴責俄羅斯入侵烏克蘭：
- 政治家：阿列克谢·纳瓦利内[89]
- 公眾人物：马克西姆·卡茨[90]、米哈伊尔·斯韦托夫（英语：Mikhail Svetov）、伊利亚·瓦尔拉莫夫、伊利亚·亚申（英语：Ilya Yashin）、达里亚·别谢金娜（英语：Darya Besedina）、阿纳斯塔西亚·布留汉诺娃（俄语：Брюханова, Анастасия Андреевна）、玛丽亚·莫图兹娜亚（英语：Maria Motuznaya）
- 音樂人：鲍里斯·格列比翁希科夫（英语：Boris Grebenshchikov）、尤里·舍夫舒克（英语：Yuri Shevchuk）[91]、Oxxxymiron[92]、Zemfira[93]、玛妮扎（英语：Manizha）[94]、谢尔盖·拉扎列夫[95]、斯维特兰娜·洛博达、瓦列里·梅拉泽（英语：Valery Meladze）[96]、克里斯季娜·奥尔巴卡伊捷（英语：Kristina Orbakaitė）、马克西姆·波克罗夫斯基（英语：Maksim Pokrovsky）、丹尼斯·斯托夫（英语：Denis Stoff）[97]、Noize MC（英语：Noize MC）[98]；樂團：Kasta（英语：Kasta）、Neschastny Sluchai（英语：Neschastny Sluchai）[99]、Wildways（俄语：Wildways）[100]
- 演員和電視節目主持人：马克西姆·加尔金、伊万·乌尔甘特[101]、叶卡捷琳娜·瓦尔纳瓦[102]、伊丽莎白·博亚尔斯卡亚（英语：Elizaveta Boyarskaya）[103]、克谢尼娅·拉波波尔特[104]、叶夫根尼亚·西蒙诺娃（英语：Yevgeniya Simonova）、克谢尼娅·索布恰克[105]
- 喜劇演員：丹尼拉·波佩列奇尼（英语：Danila Poperechny）[106]、加里克·哈尔拉莫夫（俄语：Харламов, Гарик）[107]、谢苗·斯列帕科夫（英语：Semyon Slepakov）[108]
- 以及記者列昂尼德·帕尔菲奥诺夫（英语：Leonid Parfyonov）[109]和德米特里·穆拉托夫、歷史學家安德烈·祖博夫、政治學家叶卡捷琳娜·舒尔曼（英语：Ekaterina Schulmann）[110]、製片人亚历山大·罗德尼扬斯基（英语：Alexander Rodnyansky）[111]、兒科醫生叶夫根尼·科马洛夫斯基（英语：Yevgeny Komarovsky）[112]、詩人谢尔盖·甘德列夫斯基（俄语：Гандлевский, Сергей Маркович）、影像部落格主EeOneGuy（英语：EeOneGuy）[113]、書法家波克拉斯·拉姆帕斯（俄语：Лампас, Покрас）[114]、出版商伊琳娜·普罗霍罗娃（俄语：Прохорова, Ирина Дмитриевна）、網球運動員安德烈·魯布列夫

- 足球運動員：基斯坦奴·朗拿度[115]、雅羅斯拉夫·拉基茨基[116]、安德烈·舍甫琴科[117]、津琴科[118]

## 以烏克蘭國旗顏色點亮的建築物
维基共享资源上的相關多媒體資源：反对俄罗斯入侵乌克兰的抗议活动
在俄羅斯入侵烏克蘭後不久，世界多地的地標點亮烏克蘭國旗的顏色以示團結。

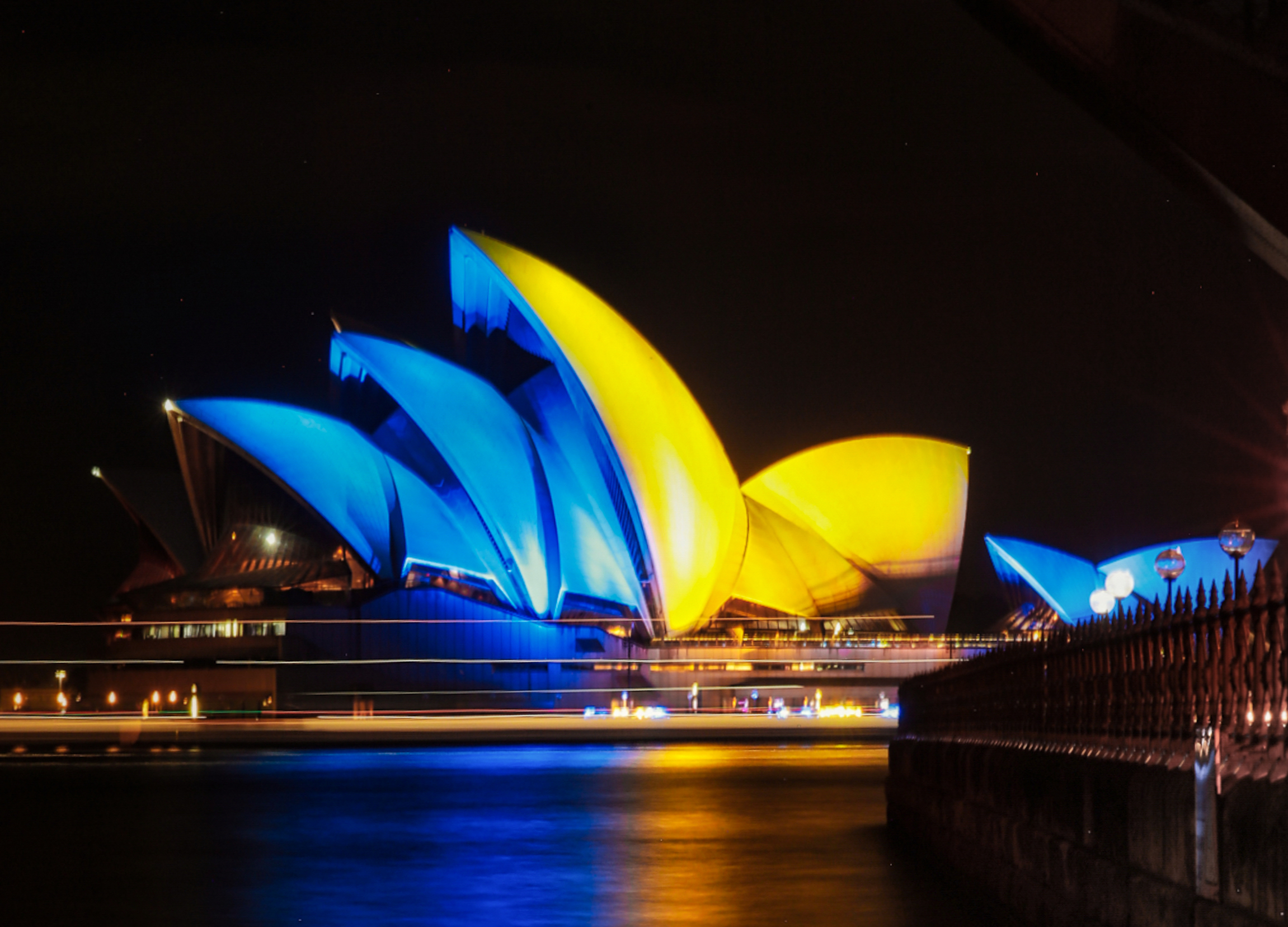
悉尼歌劇院
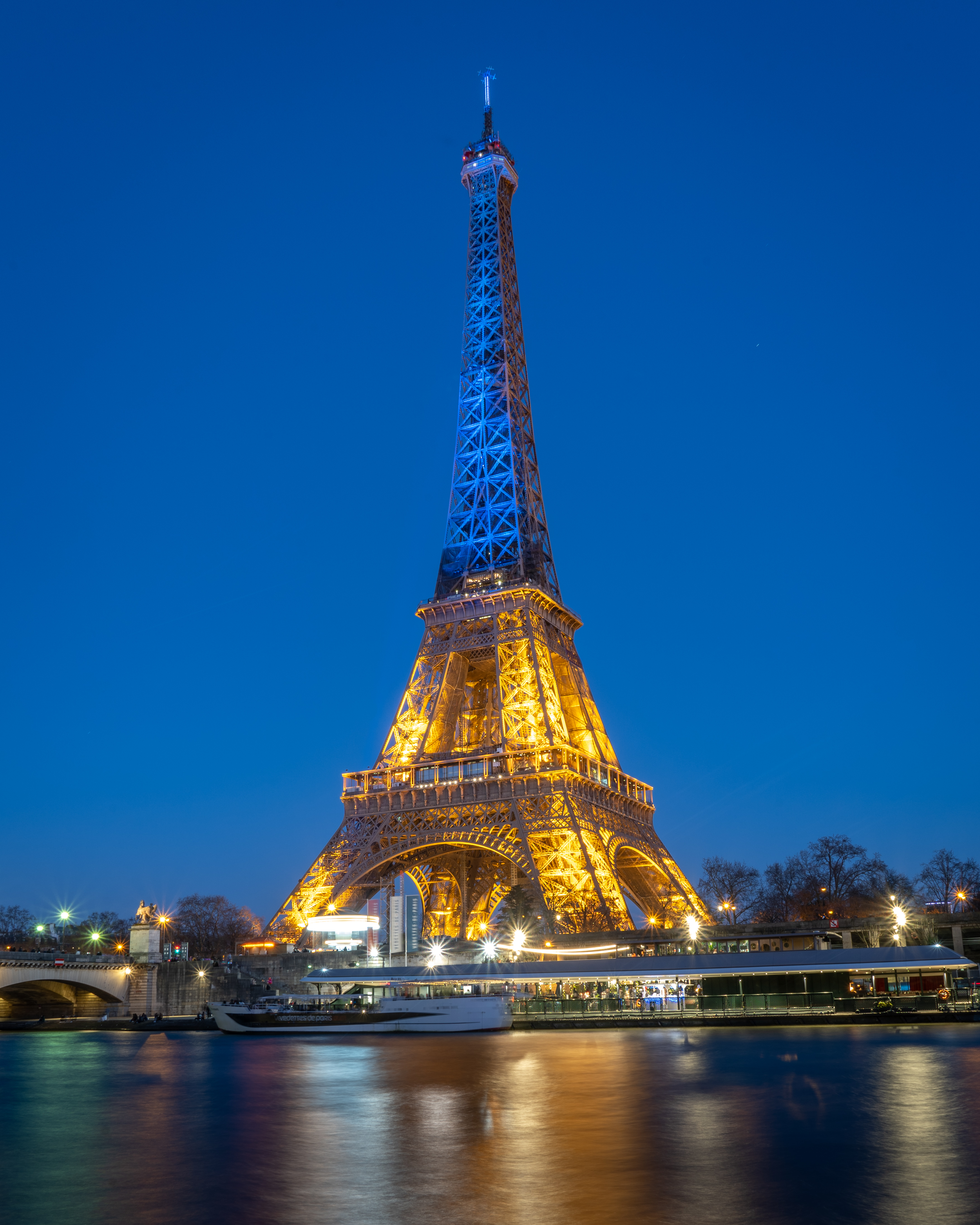
法國巴黎艾菲爾鐵塔
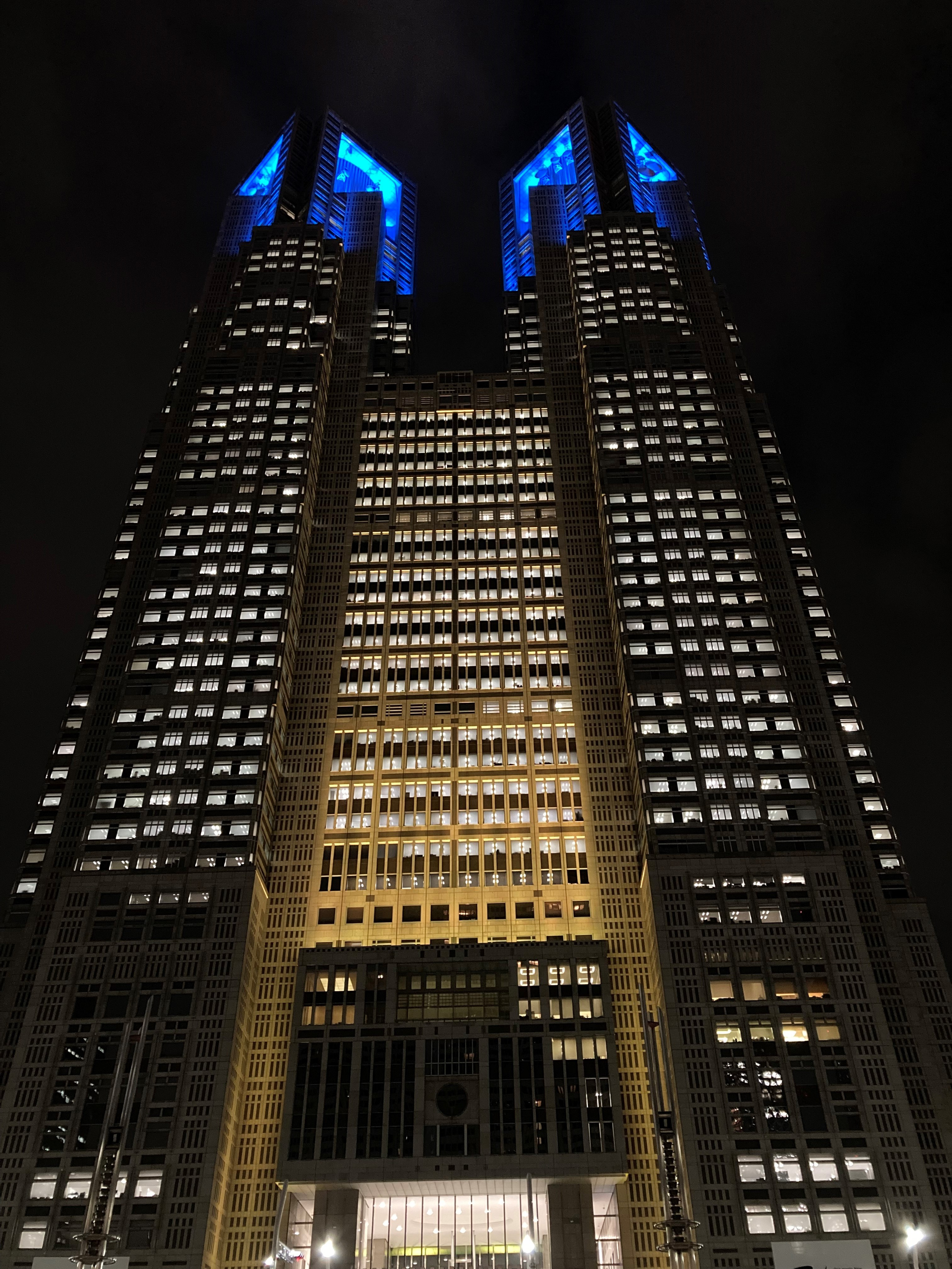
日本東京都廳舍
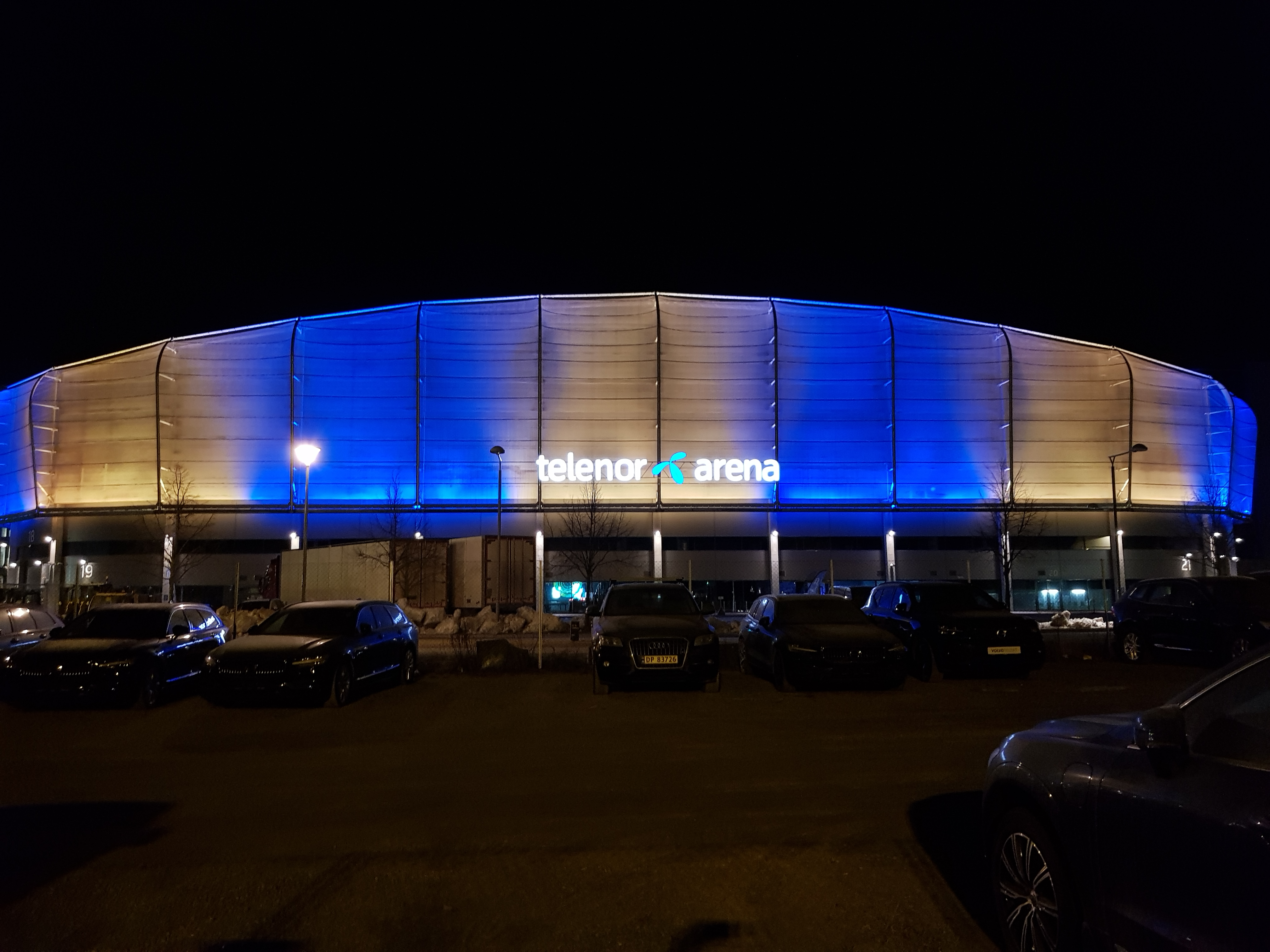
挪威貝魯姆泰倫拿體育館
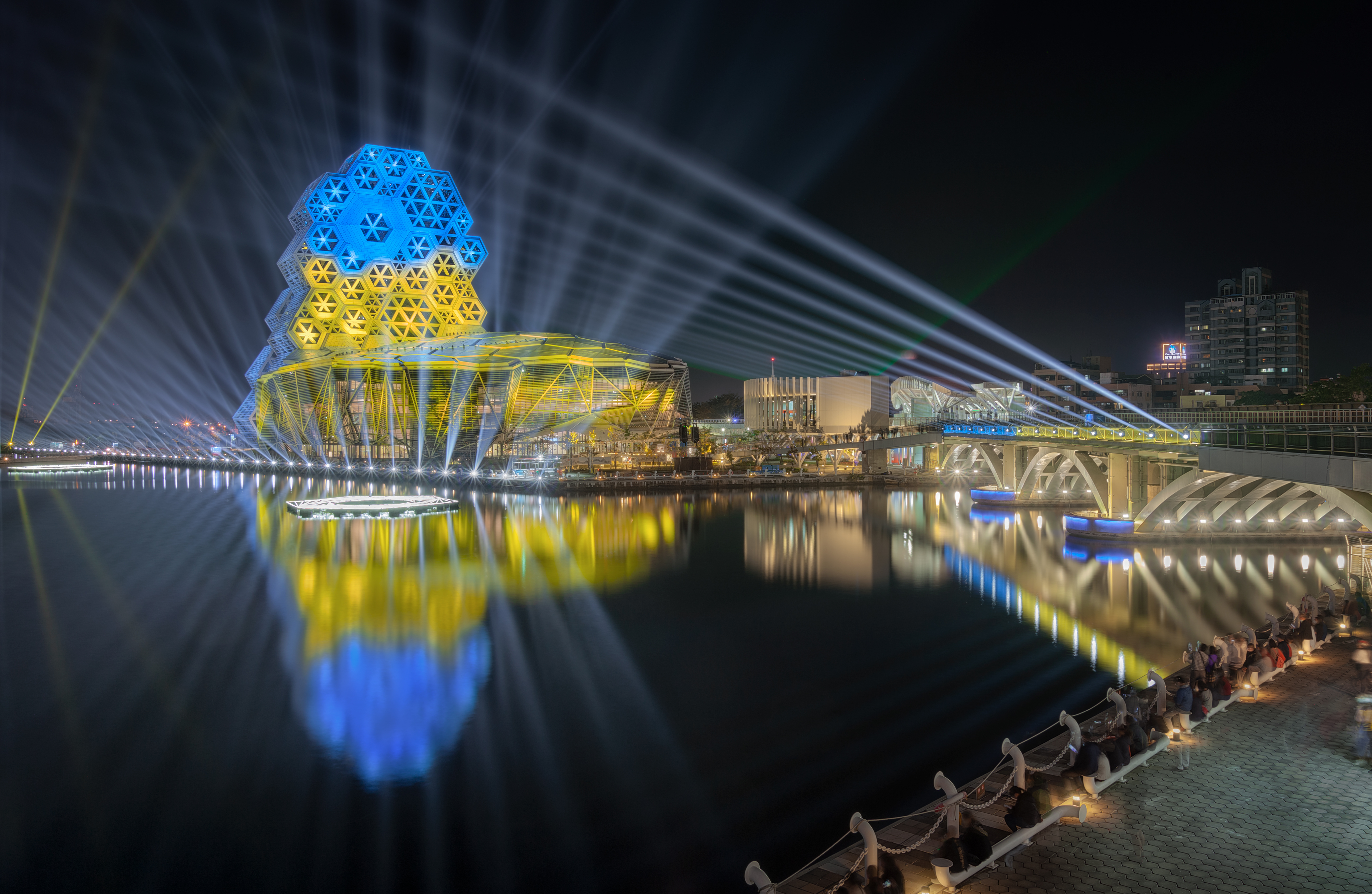
臺灣高雄流行音樂中心
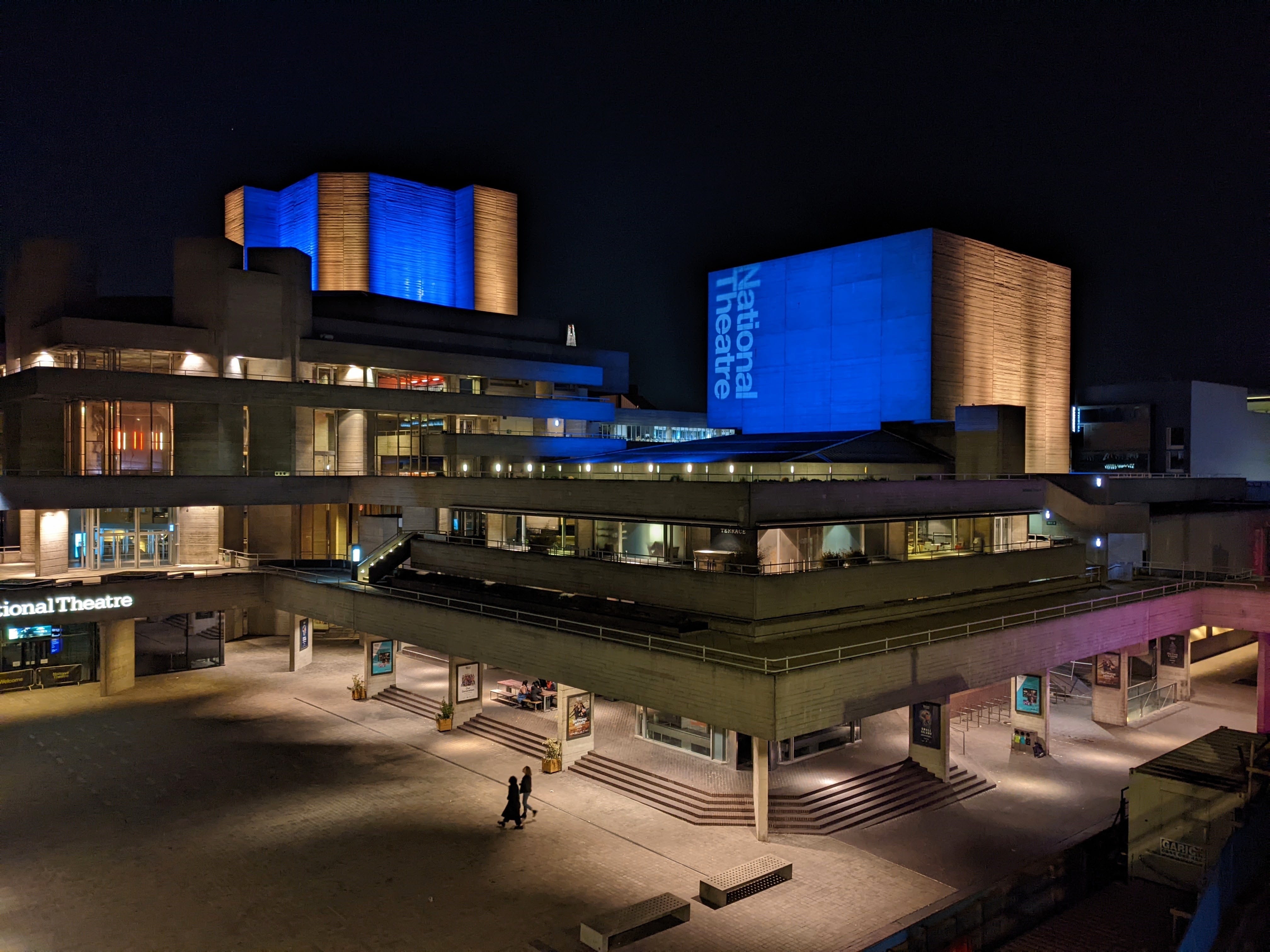
英国倫敦皇家國家劇院
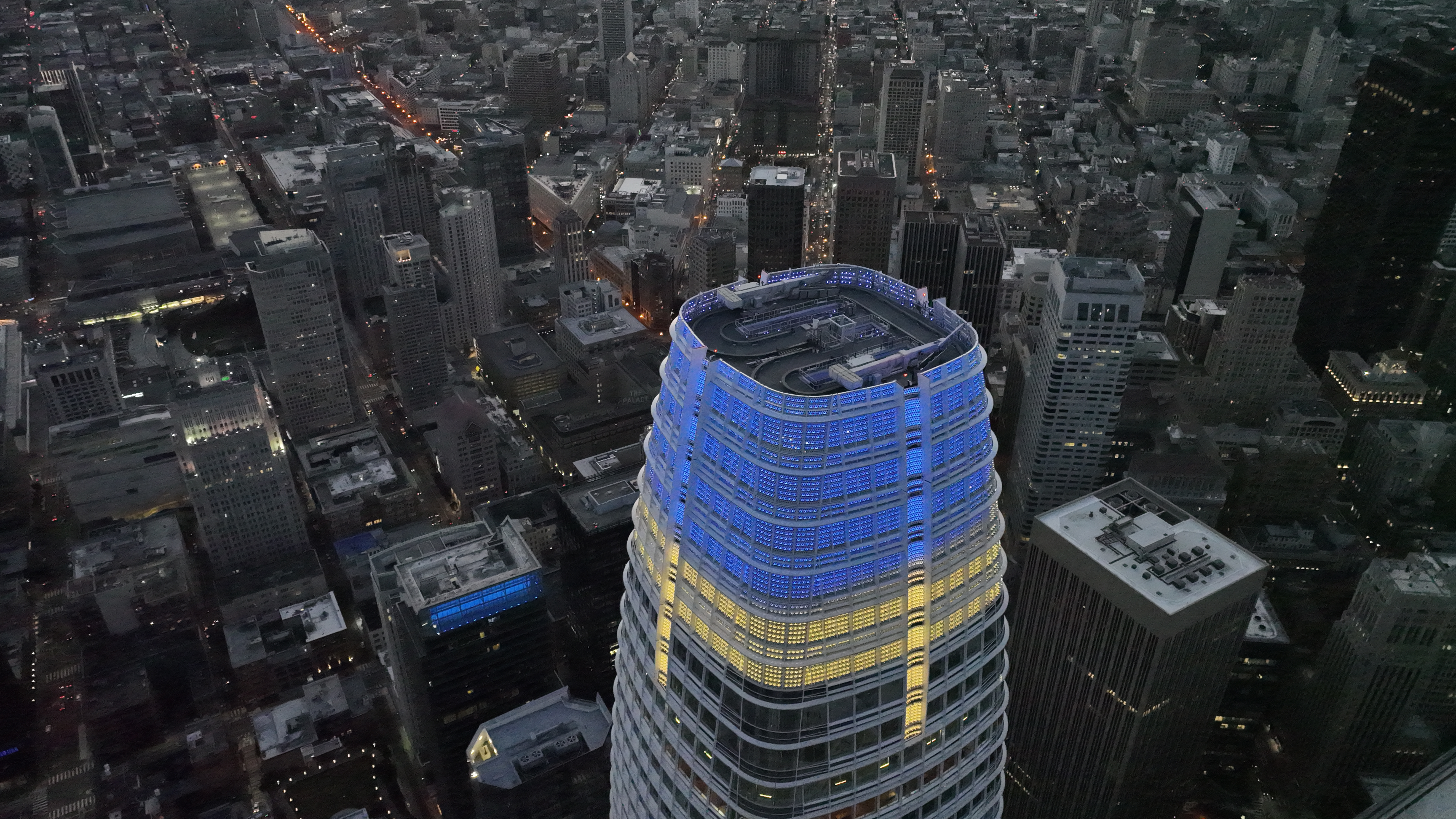
美国舊金山Salesforce塔